# バレーボールセーシェル女子代表
バレーボールセーシェル女子代表（バレーボールセーシェルじょしだいひょう）は、バレーボールの国際大会で編成されるセーシェルの女子バレーボールナショナルチームである。
1999年のアフリカ競技大会に初出場し、2001年のアフリカ選手権で大殊勲の初優勝を飾った。

## 戦績

### アフリカ選手権の成績
- 2001年 - 優勝
- 2003年 - 6位
- 2013年 - 7位

### アフリカ競技大会の成績
- 2003年 - 5位
- 2007年 - 4位
- 2011年 - 7位
- 2015年 - 4位